# 巴西亚克和欧布罗什
巴西亚克和欧布罗什（法語：Bassillac et Auberoche，法語發音：[basijak e obʁɔʃ]）是法国多尔多涅省的一个市镇，位于该省中东部，属于佩里格区。

## 历史
巴西亚克和欧布罗什成立于2017年1月1日，由以下6个市镇合并而成：
- 巴西亚克（Bassillac）
- 布利斯和博恩（Blis-et-Born）
- 勒尚日（Le Change）
- 埃利亚克（Eyliac）
- 米亚克多布罗什（Milhac-d'Auberoche）
- 圣安托万多布罗什（Saint-Antoine-d'Auberoche）

市镇行政中心位于巴西亚克。

## 地理
巴西亚克和欧布罗什（45°11'29.30"N, 0°48'49.53"E）面积103.26 平方千米，位于法国新阿基坦大区多爾多涅省，该省份为法国西南部内陆省份，是法國本土面积第三大的省，大致对应佩里戈尔地区，北起顺时针与夏朗德省、上维埃纳省、科雷兹省、洛特省、洛特-加龙省、吉倫特省和滨海夏朗德省接壤。
与巴西亚克和欧布罗什接壤的市镇（或旧市镇、城区）包括：埃斯夸尔、伊勒河畔萨利亚克、伊勒河畔圣樊尚、屈布雅克-欧韦泽尔-瓦勒当斯、蒙塔尼亚克-多布罗什、利梅拉、福斯马涅、鲁菲尼亚克-圣塞尔南德雷亚克、圣克雷潘多布罗什、圣热拉克、圣皮埃尔-德希尼亚克、布拉扎克-伊勒-马努瓦尔、特雷利萨克、昂托讷和特里戈南。
巴西亚克和欧布罗什的时区为UTC+01:00、UTC+02:00（夏令时）。

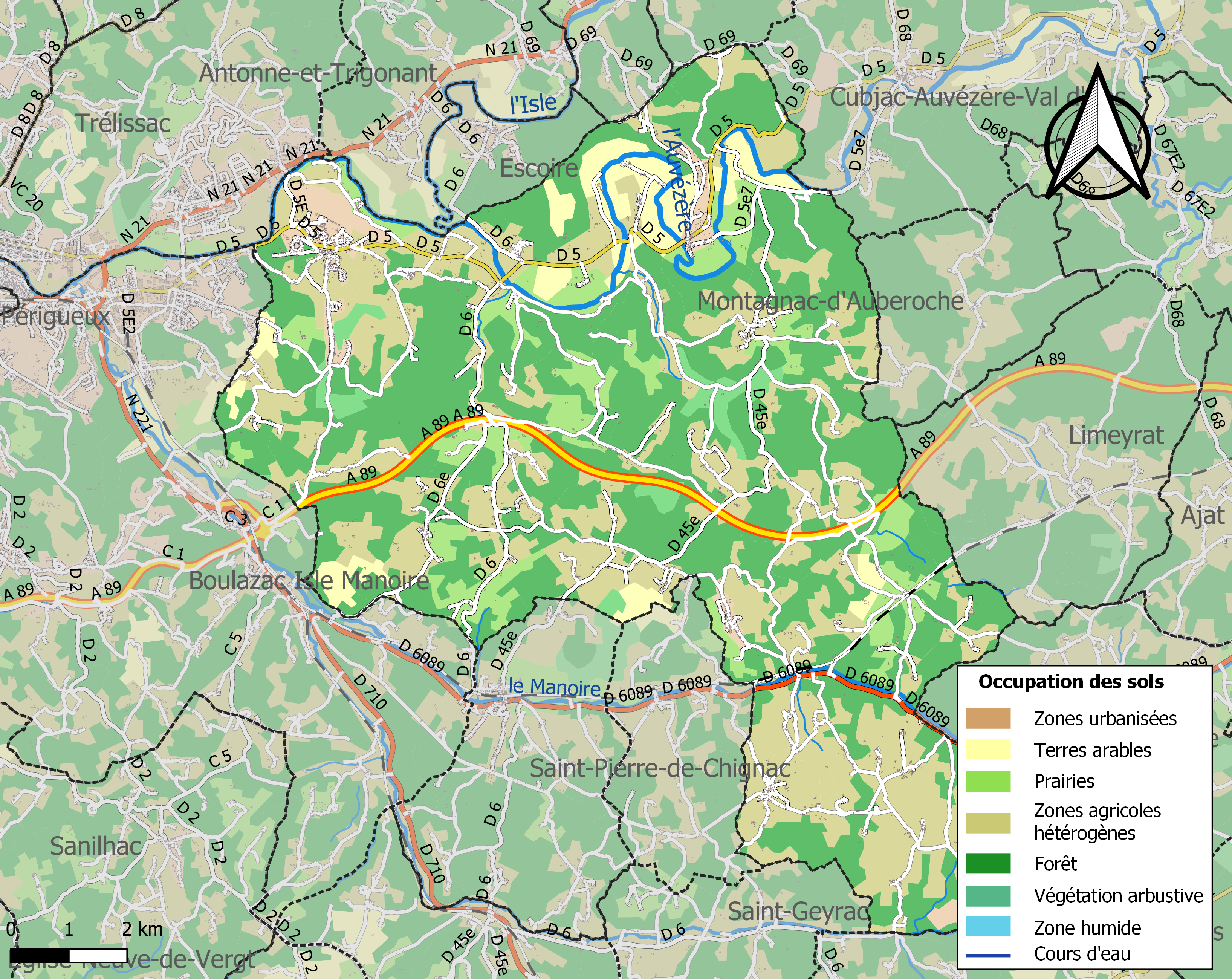
巴西亚克和欧布罗什的OSM定位图

## 行政
巴西亚克和欧布罗什的邮政编码为24330，INSEE市镇编码为24026。

## 政治
巴西亚克和欧布罗什所属的省级选区为上黑色佩里戈尔县、伊勒-马努瓦尔县。

## 人口
巴西亚克和欧布罗什于2022年1月1日时的人口数量为4365人。